# Квон Док Йон
Квон Док Йон (кор. 권덕용; нар. 29 серпня 1962) — південнокорейський борець греко-римського стилю, чемпіон та бронзовий призер чемпіонатів світу, чемпіон, срібний та бронзовий призер чемпіонатів Азії, чемпіон Азійських ігор, учасник двох Олімпійських ігор.

## Спортивні результати на міжнародних змаганнях

### Виступи на Олімпіадах
| Змагання                    | Збірна         | Вагова категорія                 | Місце |
| --------------------------- | -------------- | -------------------------------- | ----- |
| Літні Олімпійські ігри 1988 | Південна Корея | греко-римська боротьба, до 48 кг | 8     |
| Літні Олімпійські ігри 1992 | Південна Корея | греко-римська боротьба, до 48 кг | 11    |

### Виступи на Чемпіонатах світу
| Змагання                        | Збірна         | Вагова категорія                 | Місце  |
| ------------------------------- | -------------- | -------------------------------- | ------ |
| Чемпіонат світу з боротьби 1987 | Південна Корея | греко-римська боротьба, до 48 кг | 6      |
| Чемпіонат світу з боротьби 1989 | Південна Корея | греко-римська боротьба, до 48 кг | Бронза |
| Чемпіонат світу з боротьби 1991 | Південна Корея | греко-римська боротьба, до 48 кг | Золото |

### Виступи на Чемпіонатах Азії
| Змагання                       | Збірна         | Вагова категорія                 | Місце  |
| ------------------------------ | -------------- | -------------------------------- | ------ |
| Чемпіонат Азії з боротьби 1987 | Південна Корея | греко-римська боротьба, до 48 кг | Золото |
| Чемпіонат Азії з боротьби 1989 | Південна Корея | греко-римська боротьба, до 48 кг | Срібло |
| Чемпіонат Азії з боротьби 1991 | Південна Корея | греко-римська боротьба, до 48 кг | Бронза |

### Виступи на Азійських іграх
| Змагання           | Збірна         | Вагова категорія                 | Місце  |
| ------------------ | -------------- | -------------------------------- | ------ |
| Азійські ігри 1990 | Південна Корея | греко-римська боротьба, до 48 кг | Золото |